# المكتسبات النسبية

 المكتسبات النسبية هي تصرفات الدول التي تنظر إلى توازن القوى دون مراعاة أي عوامل أخرى كالعامل الاقتصادي مثلا.